# Modelagem web
Modelagem web (também conhecida como desenvolvimento web dirigido a modelo) é um ramo da engenharia web que endereça questões específicas relacionadas ao projeto e desenvolvimento de aplicações web de larga escala. Particularmente, ela foca nas notações de design e linguagens visuais que podem ser usadas para a construção de aplicações web robustas, bem estruturadas, úteis e de fácil manutenção. Projetar um site web com grante quantidade de dados equivale a especificar suas características em termos de várias abstrações ortogonais. Os principais modelos básicos que estão envolvidos no projeto de uma aplicação web complexa são: estrutura de dados, composição de conteúdo, caminhos de navegação e modelo de apresentação.
Várias linguagens e notações foram inventadas para a modelagem de aplicações web. Entre elas, pode-se citar:
- HDM - W2000
- RMM
- OOHDM
- ARANEUS
- STRUDEL
- TIRAMISU
- WebML
- Hera (metodologia de desenvolvimento web)
- UML Web Application Extension
- Engenharia Web baseada em UML (UWE)
- ACE
- WebArchitect
- OO-H